# جربة البير (ناطع)

تعديل مصدري - تعديل

جربة البير هي إحدى قرى عزلة ال منصور بمديرية ناطع التابعة لمحافظة البيضاء، بلغ تعداد سكانها 81 نسمة حسب تعداد اليمن لعام 2004.